# Uli Schiffelholz
Uli Schiffelholz (* um 1979) ist ein deutscher Jazzmusiker (Schlagzeug, Komposition).

## Leben und Wirken
Schiffelholz, der in Marktoberdorf aufwuchs, spielte bereits früh in Jazzbands mit seinem älteren Bruder, dem Bassisten Hansjörg Schiffelholz. Mit seinem Trio, das neben den beiden Brüdern aus dem Saxophonisten Oliver Schütz bestand, veröffentlichte er im Jahr 2000 das Album Homelands. Dann studierte er Schlagzeug an der Hochschule für Musik und Darstellende Kunst Mannheim; im Anschluss absolvierte er ein Aufbaustudium an der Hochschule für Musik und Tanz Köln bei Michael Küttner und Keith Copeland.
Er zog nach Offenbach und arbeitete mit Wilson de Oliveira, Tom Schlüter, Heinz Sauer, Peter Reiter, Christoph Sänger, Rudi Engel und Jürgen Wuchner; mit Valentín Garvie, Bob Degen und Ralf Cetto gehörte er zu dem kollaborativen Quartett Community. Daneben leitete er seit 2009 sein eigenes Quintett, derzeit sein Quartett Quadripolar mit Ole Heiland, Christian Torkewitz und Jean-Yves Jung. Zwischen 2010 und 2021 war er zudem Mitglied im hr-Jazzensemble. Er ist auch auf Alben von Thomas Bachmann, Barbara Bürkle, Marijke Jährling, Valentín Garvie und Jason Schneider zu hören.
2011 wurde er mit dem Arbeitsstipendium Jazz der Stadt Frankfurt am Main ausgezeichnet.

## Diskographische Hinweise
- Community What’s Your Dream (Trion 2008, mit Valentín Garvie, Bob Degen, Ralf Cetto)
- Don’t Hurry (Konnex 2010, mit Valentín Garvie, Thomas Bachmann, Jean-Yves Jung, Ralf Cetto)
- Frankfurt Exploration: Blue Clouds (Unit 2016, mit Valentín Garvie, Heinz Sauer, Bob Degen, Markus Schieferdecker)
- J-Sound Loose Tongue (L+R Records 2020, mit Jason Schneider, Yuriy Sych, Ivan Habernal)[4]